# اليوم الدولي للصداقة
اليوم العالميّ للصّداقة أو اليوم الدوليّ للصّداقة هو يوم عالميّ يتمّ الاِحتِفال فيه بالصّداقة لإدراك جدواها وأهميّتها بوصفها إِحدى المشاعر النّبِيلة والقيمة في حياة البشر في جمِيع أنحاءٌ العالم. يحتفل العالم يوم 30 يوليو/تموز من كل عام باليوم العالميّ للصّداقة، الذي أقرته الجمعية العامة للأمم المتحدة في العام 2011، واضعةً في اعتبارها أن الصّداقة بين الشُّعُوب والبُلدان والثقافات والأفراد يمكن أن تصبح عاملاً ملهماً لجهود السلام، وتشكل فرصةً لبناء الجسور بين المُجتمعات، ومُواجهة وتحدّى أي صور نمطيّة مغلُوطة والمُحافظة على الروابط الإنسانِيّة، واِحترام التنوُّع الثقافيّ.

## معلومات أساسية
فِي الدّورةٌ الخامسة والسّتُّون للجمعية العامة للأمم المتحدة والمُنعقدة في 27 أبريل/نيسان 2011 تقرر إعلان يوم 30 تموز/يوليه يوماً دولياً للصّداقة، ودعت الجمعية العامة للأمم المتحدة جميع الدول الأعضاء ومؤسسات منظومة الأمم المتحدة وغيرها من المنظمات الدولية والإقليميّة، بالإضافة إلى المُجتمع المدنيّ، بما فيه من المنظمات غير الحكومية والأفراد، إلى الاحتفال باليوم الدوليّ للصّداقة بالطريقة المناسبة، وفقاً للثّقافة وغيرها من الظُرُوف أو الأعراف الملائمة لمُجتمعاتهم المحليّة والوطنيّة والإقليميّة، بما في ذلِك عن طريق الأنشطة التّعلِيمِيّة وأنشطة التوعية العامّة، وطُلب من الأمين العام أن يوجّه اِهتِمام جميع الدُول الأعضاء ومؤسّسات منظومة الأمم المتحدة إلى هذا القرار.

## تاريخ يوم الصّداقة
يوضحُ الجدول التّالي تاريخ يوم الصّداقة في بعض الدول حول العالم :
| اسم الدولة       | الاسم باللُّغة الأم    | التاريخ                  | ملاحظات |
| ---------------- | -------------------- | ------------------------ | ------- |
| الولايات المتحدة | World Friendship Day | 30 يونيو                 |         |
| الهند            | मित्रता दिवस             | أوّل يوم أحد مِن شهر أُغُسطُس |         |
| الأرجنتين        | Día del Amigo        | 20 يوليو                 |         |
| البرازيل         | Dia do Amigo         | 20 يوليو                 |         |
| فنلندا           | ystävät päivä        | 14 فبراير                |         |
| إستونيا          | sõbrapäev            | 14 فبراير                |         |
| باراغواي         | Día del Amigo        | 30 يوليو                 |         |
| بيرو             | Día del Amigo        | أوّل يوم سبت مِن شهر يوليو |         |

## انظُر أيضاً
- صداقة
- يوم عالمي
- علاقة اجتماعية

## وصلات خارجية
- اليوم الدولي للصّداقة (موقع الأمم المتحدة على الإنترنت).